# Steve Barri
Steve Barri, (Brooklyn (Nueva York), 23 de febrero de 1942) es un compositor y productor discográfico estadounidense. Muchas de sus composiciones fueron escritas en colaboración con P. F. Sloan. Entre sus más destacados éxitos figuran temas como "Eve of Destruction" (1965), "Secret Agent Man" (1966) y "A Must to Avoid" (1966).

## Biografía
Barri comenzó su carrera profesional a comienzos de la década de 1960 en California, consiguiendo un trabajo en el equipo de composición de la editorial musical Music Gems, que en ese momento era la editorial más grande de la Costa Oeste. Allí formó dúo con P. F. Sloan  e hicieron varios intentos de grabar un sencillo de éxito bajo diferentes nombres. En 1963, llamaron la atención del ejecutivo de Screen Gems, Lou Adler, quien decidió usarlos como músicos de apoyo (Sloan en guitarra principal y Barri en percusión) para Jan and Dean. Sloan y Barri escribieron el tema musical que se incluyó en la película T.A.M.I. Show (1964) y fueron acreditados en todos los álbumes de Jan and Dean desde "Dead Man's Curve / The New Girl in School" a principios de 1964, hasta de "Command Performance" en 1965. En esta época, Sloan y Barri también escribieron su primer éxito Top 100 en la lista Billboard de los Estados Unidos, "Kick That Little Foot Sally Ann", con arreglos de Jack Nitzsche e interpretado por Round Robin. En 1964 Lou Adler fundó Dunhill Records y contrató a Sloan y Barri como compositores.
A mediados de los 60, Sloan y Barri grabaron junto a Larry Knechtel al teclado, Joe Osborn al bajo y Bones Howe en la batería, el tema "Where Were You When I Needed You" que publicaron bajo el nombre de "The Grass Roots". La canción fue presentada en numerosas emisoras de radio del Área de la Bahía de San Francisco, animados por el moderado interés despertado en torno a la banda, Sloan y Barri comenzaron la búsqueda de un grupo que quisiera adoptar el nombre y cantar sus temas. Reclutados los músicos, el tema "Where Were You When I Needed You" fue regrabado por el vocalista principal de la nueva banda, Willie Fulton, que más tarde  formaría parte del grupo de soul Tower of Power. A finales de 1965, the Grass Roots lanzaron su primer airplay oficial en varias emisoras del Sur de California, una versión del tema de Bob Dylan, "Mr. Jones (Ballad of a Thin Man)". Sin embargo, la relación de los músicos con Sloan y Barri se rompió cuando el grupo exigió más espacio para sus propias composiciones. La formación se disolvió y se volvió a reclutar a una nueva banda para continuar el proyecto. Con un nuevo grupo de músicos, The Grass Roots tuvieron un enorme éxito durante el verano de 1967 con el tema "Let's Live for Today", versión en inglés de la canción "Piangi con me", de la banda italiana The Rokes. "Let's Live for Today" vendió más de un millón de copias y fue certificado disco de oro. A finales del año 1967, la banda publicó el álbum Feelings, con composiciones mayoritariamente creadas por miembros del grupo, que no obtuvo el éxito esperado, motivo por el cual Steve Barri decidió ponerse al frente de la dirección de la banda y darles un nuevo rumbo musical acercándolos al R&B.
En 1967, Lou Adler vendió sus acciones de Dunhill a ABC Records, Barri permaneció en la compañía durante la década de 1970 como jefe de Artists & Repertoire (A&R), donde se enfocó en la firma y producción de nuevos artistas, como el grupo de Bubblegum pop y Bo Donaldson and The Heywoods. Colaboró con los compositores Dennis Lambert y Brian Potter en tres álbumes para Four Tops, que incluyó el sencillo "Ain't No Woman, Like The One I Got". También trabajó en varios álbumes del cantante de blues y soul Bobby Bland.
ABC Records se disolvió en 1979, después de que el sello se vendiera a MCA. Barri se incorporó como jefe de A&R en Warner Bros. Records, donde coprodujo el álbum de John Sebastian, Welcome Back, y produjo el sencillo número 1 de Alan O'Day en 1977, "Undercover Angel". Barri fue contratado en 1982 por Motown Records como vicepresidente de A&R, produciendo a The Temptations y supervisando lanzamientos de grandes ventas de Lionel Richie y Rick James, entre otros. Cuando dejó Motown se unió a Capitol Records (como consultor) donde trabajó con artistas como Richard Marx, Meatloaf y Stephanie Mills, y en el sello de jazz suave, JVC. En 1998, Barri se unió a Gold Circle Entertainment/Samson Records como productor, en 2001 fue ascendido a vicepresidente sénior.